# Rebecca Joyce
Rebecca Susan Joyce (Melbourne, 12 de septiembre de 1970) es una deportista australiana que compitió en remo.
Participó en los Juegos Olímpicos de Atlanta 1996, obteniendo una medalla de bronce en la prueba de doble scull ligero. Ganó dos medallas en el Campeonato Mundial de Remo, en los años 1990 y 1995.

## Palmarés internacional
| Juegos Olímpicos   | Juegos Olímpicos         | Juegos Olímpicos  | Juegos Olímpicos          |
| Año                | Lugar                    | Medalla           | Prueba                    |
| ------------------ | ------------------------ | ----------------- | ------------------------- |
| 1996               | Atlanta (Estados Unidos) | Medalla de bronce | Doble scull ligero        |
| Campeonato Mundial |                          |                   |                           |
| Año                | Lugar                    | Medalla           | Prueba                    |
| 1990               | Tasmania (Australia)     | Medalla de plata  | Cuatro sin timonel ligero |
| 1995               | Tampere (Finlandia)      | Medalla de oro    | Scull individual ligero   |